# Idioma nurago
El nurago, paleosardo o sardo antiguo (a veces también impropiamente llamado protosardo) es una lengua (o conjunto de lenguas) indirectamente conocida hablada por los Sardos nuragos antes del siglo III a. C. en las islas de Cerdeña y Córcega.

## Aspectos históricos, sociales y culturales
Los primeros testimonios informan que las tribus prerromanas de Cerdeña estaban divididas en diversos grupos, entre ellos los corsos, los balaros y los yoleos o ilienses (algunos autores discuten si estos dos últimos son el mismo grupo étnico o si son grupos diferentes), se desconoce si todos ellos hablaban la misma lengua, o hablaban lenguas diferentes no inteligibles entre sí.

### Origen

Movimientos de poblaciones que originaron el poblamiento de Cerdeña hacia el 6000 a. C.
De la península ibérica
De la península itálica
De África

La particular historia de la isla, prácticamente aislada del continente durante miles de años, con comunicaciones fluidas posibles solo en los últimos siglos, ha permitido mantener vivas algunas trazas de las nativas lenguas habladas en la isla, es decir, las de las tribus asociadas a la cultura nurágica entre otros.
Los orígenes de la lengua no se conocen. Cualquier intento de investigación se enfrenta con la falta de documentación directa de la lengua. Solo a partir de la Edad Media aparecen testimonios escritos que permiten hacer inferencias indirectas. El origen de los nuragos no puede por lo tanto establecerse sobre una base puramente lingüística, sino que debe apoyarse en otras evidencias arqueológicas y genéticas para confirmar contactos entre Cerdeña y otros pueblos. La arqueogenética ha mostrado que la población de Cerdeña es muy parecida a los primeros agricultores europeos que se habrían establecido en la isla entre el 6000 y el 5600 a. C., de hecho aun a día de hoy la población de Cerdeña es la población europea más cercana a ese componente linaje arqueogenético. Hay que subrayar las grandes diferencias entre las diversas investigaciones, que llegan a ser excluyentes entre sí.

### Trabajos de Areddu
Según Alberto Areddu se encuentran relaciones significativas, de los pocos elementos que se consideran prelatinos, con algunos apelativos de la Albania de hoy; sobre esta base A. Areddu trae la conclusión de que deberíamos hablar de un sustrato paleoilirio por la lengua protosarda, sobrevivido especialmente en la parte oriental de la isla (las Barbagias y la Ogliastra). Según este erudito el mismo topónimo de Cerdeña, se responde en las localidades Sarda (Iliria) y Serdica (Tracia). La ciudad sarda de Sàrdara alberga también un antiguo balneario, igual que Serdica en Tracia; todas ellas pruebas más que suficientes para hablar de un antiguo sustrato común. Otras apropiadas conexiones son:
- sardo eni, enis, eniu 'tejo' = albanés enjë 'tejo'
- sardo curma, cruma 'Ruta graveolens' (en sardo dicha también erba de sos bermes 'hierba de los gusanos ') = alb. krym 'gusano'
- sardo matricusia 'escoba' = alb. modriqi 'escoba'
- sardo drèddula 'hiedra' = alb. dredhëz 'hiedra'
- sardo theraccu 'sirviente, aprendiz' = alb. çiraku 'aprendiz' (erróneamente considerados turquismos)
- sardo matzunga 'astrágalo' (hueso y planta) = alb. maçungë 'palo; hazlo, pene'
- sardo rethi 'clematis, zarcillo' = alb. rrypthi, rethe 'zarcillo'
- sardo tzurunga 'maraña, torsión de seda, del hilo' = alb. shtellungë 'pila de lana, lanzadera', çurruga 'basura'
- sardo sarcone  'recinto para animales' = alb. thark 'valla'
- sardo alase 'acebo, escoba de carnicero, hierba' (en sardo: laruspinosu 'laurel espinoso') = alb. halë 'restos (de cereales); aguja de coníferas; pino negro ', halëz' arista o restos de la oreja; astilla'
- sardo lothiu 'fangoso', topp: Lotzorai, Lothorgo, Loceri, Lotzeri = alb. lloç 'barro', que sin embargo es un préstamo eslavo, o del ločka macedonio-búlgaro (лочка) 'charco de agua; agujero de barro', o, según Orel, desde loj 'sebo' del sur-eslavo
- sardo: dròb(b)alu 'intestino de cerdo' = alb.droboli 'tripas, vísceras de todo el ganado' (que resulta ser préstamo eslavo, del drebolija macedonio (дреболиjа) 'minutaglia', o de la drobolina regional búlgara (дроболина ) 'tripas picadas, en rodajas; mancha', pero véase también los topónimos tracios Drobeta, Drubeta
- sardo duri 'tronco de árbol duro con ramas acortadas que se utiliza como percha en los apriscos' = alb. druri 'madera, palo'
- sardo urtzula 'clematis', top. Urtzulei = alb. (h)urth, hurdh 'hiedra'
- sardo amadrina 'cierva' = alb. drenje, drenushe 'cierva'
- sardo élimu sardo 'rencor, resentimiento' = alb. helm 'veneno, dolor'
- sardo tzìrima, tzérrima 'rencor, ofensa' = alb. çirrma 'amenazas estridentes, insulto', çirrmë 'grito fuerte, grito estridente'
- sardo càstia 'red para recoger paja' = alb. kashtë 'paja'
- sardo thùrgalu 'torrente, raudal' = alb. çurg 'arroyo, corriente de agua'
- sardo thiòccoro, ithiòccoro, iscioccoro 'planta de aspraggine' = alb. hith 'ortiga; sabor amargo'
- sardo madérria  'grandeza, boria' = alb. madhëria 'la grandeza, l' arrogancia'
- sardo theppa 'punta, cima pedregosa', top. Zèppara = alb. thep 'punta, cima'

### Trabajos de Pittau
Muchos estudios interesantes han sido realizados para descubrir el origen de algunas raíces de palabras que hoy se pueden clasificar como endémicas. Para empezar la raíz sard-, presente en muchos topónimos y distintivo de grupos étnicos, se ha relacionado con el misterioso pueblo de los Shirdana, uno de los pueblos del mar que aparecen en inscripciones egipcias de los ss. IX y VIII a. C.; con origen quizás en el Oriente Medio o el Mediterráneo. El profesor Massimo Pittau identifica su origen en Lidia, basando su teoría en la notable analogía entre elementos arqueológicos y religiosos con la región central de Anatolia. Otros ponen el acento en las similitudes entre el desarrollo de trajes y ritos antiguos entre la parte central de Cerdeña y algunas áreas de los Balcanes. Este último estudio no puede ser separado, en un estudio realizado ex post, de las influencias de las migraciones caucásicas y balcánicas que llevaron a diversos pueblos a la península ibérica.
Los trabajos de Pittau también son interesantes porque en un texto de 1984 propone haber encontrado en el etrusco la etimología de muchas palabras latinas, después de haberlo comparado con la lengua paleosarda. La consecuencia del estudio sería que, debido a esta profunda influencia del etrusco en la cultura de la isla, muchos de los elementos habitualmente considerados influencia del latín, podrían serlo directamente del etrusco. Así, el etrusco y el paleosardo provendrían ambos del lidio, siendo ambos pueblos por lo tanto indoeuropeos provenientes de Lidia (cuya capital se llamaba Sardes) tal como indica Heródoto. Esta teoría necesita de ser completada con pruebas de mayor solidez para ganar aceptación en la comunidad científica.

## Descripción lingüística
En cuanto a los contactos de los sardos con otros pueblos, se ha indicado a menudo que el paleosardo posee coincidencias con la lengua ibérica y las lenguas primitivas de Sicilia. En concreto, el sufijo -’ara en palabras esdrújulas, para el que Bertoldi y Terracini proponen que es una marca de plural podría ser un indicio de esta relación.[cita requerida]
Otro tanto es válido para los sufijos -àna, -ànna, -énna, -ònna + -r + "vocal final" (como en el topónimo Bonnànnaro) según Terracini. Rohlfs, Butler y Craddock añaden el sufijo -/ini/ (como en el topónimo Barùmini) como característico del paleosardo. A su vez, los sufijos -arr-, -err-, -orr-, -urr- parece que tienen correspondencias en el norte de África (Terracini), en Iberia (Blasco Ferrer), en el sur de Italia y en Gascuña (Rohlfs), con relaciones con el euskera (Wagner, Hubschmid).
Terminaciones en -ài, -éi, -òi, -ùi son comunes con lenguas del norte de África (Terracini). Pittau subraya el hecho de que muchas de estas terminaciones tienen una vocal acentuada más una vocal final, costumbre que incluso sobrevivió a la conquista romana y al latín en algunos topónimos que poseen raíz latina y terminación paleosarda. Algunos de los topónimos terminados en -ài y -asài se suponen de procedencia anatolia (Bertoldi). El sufijo -aiko, ampliamente usado en Iberia y quizás de origen celta, y los sufijos etnónimos -itani y -etani (como en sulcitani) han sido señalados como elementos paleosardos (Terracini, Ribezzo, Wagner, Hubschmid, Faust y muchos otros).
Hacia el siglo III a. C. el latín vulgar comenzó a sustituir el paleosardo como principal lengua de Cerdeña. Actualmente en la isla se habla el sardo, lengua romance descendiente del latín. El paleosardo solamente se ha conservado en algunos rasgos del sardo, en los sufijos mencionados, en algunos topónimos y nombres de plantas.

### Clasificación lingüística

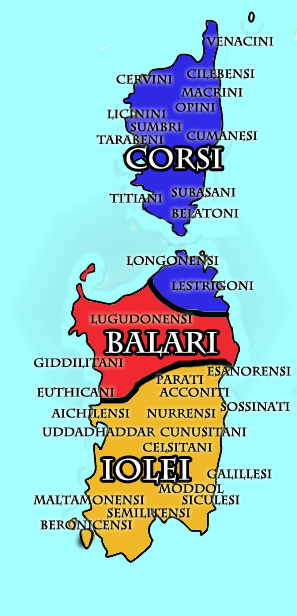
Tribus nurágicas.

No existen inscripciones o testimonios epigráficos directos de la lengua nuraga, por tanto cualquier propuesta de parentesco filogenético debe basarse en evidencias indirectas. A pesar de esto diversos estudiosos e investigadores han adelantado hipótesis sobre el parentesco del nurago:
- Hipótesis  paleoindoeuropea existen dos subhipótesis que relacionan la lengua con Lenguas paleobalcánicas indoeuropeas:
  - Hipótesis ilírica: las conexiones con la zona de los Balcanes son tan amplias en especial en lo concerniente a nombres de plantas. Esta hipótesis mencionada previamente se debe al estudioso Alberto Areddu, desarrollando la idea de que el "pueblo del mar" de los Shardana era de origen ilirio, basándose en diversos elementos léxicos comúnmente reconocidos como pertenecientes al sustrato, ha sostenido que para la antigua Cerdeña, y en particular para las zonas más conservadoras de la isla, como la Ogliastra y la Barbagia, debe hablarse de una rama particular del indoeuropeo. Esta rama muestra fuertes correspondencias formales y semánticas con las escasas evidencias del ilirio (o del tracio) y, sobre todo, con su continuación lingüística actual, el albanés. Estas correspondencias se extienden además a varios topónimos y microtopónimos de la zona central.
  - Hipótesis lidia: El lingüista Massimo Pittau sostiene que la lengua paleosarda, a la que el autor llama "sardiana" porque se originó en la ciudad lidia de Sardes, y la lengua etrusca estaban estrechamente relacionadas, siendo ambas emanaciones de la rama anatólica del indoeuropeo. La hipótesis de Pittau también está vinculada con la idea de que los antiguos sardos y etruscos formaban parte de la coalición de los llamados Pueblos del Mar, que llevaron guerra y devastación al mar Mediterráneo durante el segundo milenio a. C. Las concordancias señaladas por Pittau abarcan, de hecho, un panorama más amplio en el área lidia, ya que se extienden, aunque sin ser concluyentes, a toda el área egeo-anatólica.
  - Hipótesis greco-micéncia: El profesor Marcello Pili, docente de la Universidad La Sapienza, ha teorizado que el pueblo nurágico habría hablado un idioma del tipo micénico. Su tesis se basa en datos lingüísticos y en el análisis de las narraciones mitológicas de Yolao y Sardo, así como en las similitudes arquitectónicas entre el mundo nurágico y el micénico. La hipótesis greco-micénica también ha sido considerada por el académico M. Ligia.
- Hipótesis preindoeuropea, sobre la base de términos toponímicos y fitonímicos de Cerdeña. Max Leopold Wagner concluye que la lengua o lenguas reflejadas en dichos términos no muestran parentesco con el indoeuropeo. Otros autores como J. Hubschmid y Jürgen Heniz Wolf han sugerido que el nurago podría ser una lengua aglutinante. Existen varias propuestas dentro del origen preindoeuropeo:
  - Hipótesis del ibérico-ligur-libia, sobre la base de la arqueología Giovanni Ugas ha congeturado que la población antigua de Cerdeña tenía orígenes diversos y por tanto podría conjeturarse que cada una de los tres grupos principales hablaba una lengua diferente.  Los balaros podrían ser de origen proto-ibérico:
    - Los corsos de origen ligur.
    - Los ilienses de origen libio o númidico-bereber. De acuerdo con esta hipótesis la diferenciación moderna del idioma sardo en los tres bloques dialectales logudureses, galureses y campidaneses podría estar relacionado con la diversidad del substrato lingüístico. En conexión con esta propuesta los ilienses podrían identificarse con los navegantes-guerreros llamados Shirdana. Aunque sugerente esta propuesta y sus variantes, no aporta ninguna evidencia lingüística relevante que la respalde.

  - Hipótesis sardo-etrusca, que postula que dado que los paleosardos aparecen ligados a las migraciones de algunos de los primeros pobladores neolíticos de Europa occidental, estos podrían tener un origen similar al de los etruscos y otras lenguas no-indoeuropeas de Italia.